# Catocala juncturana
Catocala juncturana là một loài bướm đêm trong họ Erebidae.